# 阿里·威廉姆斯
阿里·威廉姆斯（英語：Ali Williams；1981年4月30日—）是一位新西蘭橄欖球運動員。他是新西蘭國家橄欖球隊的一員，代表新西蘭參加了2011年世界盃橄欖球賽。